# Henric al IV-lea al Castiliei
Henric al IV-lea (n. 5 ianuarie 1425, Valladolid, Castilia și León, Spania – d. 11 decembrie 1474, Madrid, Madrid⁠(d), Coroana Castiliei), poreclit și cel Impotent, a fost regele Castiliei din 1454 până în 1474. În timpul domniei lui, nobilii au crescut în putere și națiunea a devenit mai puțin centralizată.
Ioan al II-lea a murit pe 20 iulie 1454 iar Henric a fost proclamat rege în ziua următoare. Una din primele sale priorități a fost alianța cu Portugalia. El a realizat acest lucru căsătorindu-se a doua oară cu Ioana de Portugalia în 1455 și întâlnindu-l pe Alfonso al V-lea al Portugaliei în Elvas în 1456. Alte preocupări principale au fost, posibilitatea unei intervenții a lui Ioan al II-lea al Navarei, stabilind pacea cu Franța și Aragon și iertând diferiți aristocrați. Henric i-a convocat pe Conții Cuéllar pentru a lansa o ofensivă împotriva Emiratului de Granada. Campaniile de 1455 și 1458 s-au transformat în război de uzură și raiduri. Acest lucru nu a fost popular printre aristocrație și popor. Juan Pacheco, Marchizul de Villena, și fratele lui Pedro Giron au fost  puși responsabilii de deciziile guvernului. Împăratul a luat, de asemenea, alți consilieri, cum ar fi Beltrán de la Cueva, Miguel Lucas de Iranzo și Gómez de Cáceres pentru a se echilibra împotriva voinței lor.
În 1458, Alfonso al V-lea de Aragon a murit și a fost urmat de fratele său, Ioan al II-lea de Navarra. Ioan și-a rezumat influența sa politică în Castilia, susținând opoziția aristocratică a lui Juan Pacheco. Cu sprijinul regelui, Pacheco a confiscat bunurile lui Álvaro de Luna, dar văduva sa s-a aliat cu familia Mendoza, cauzând o diviziune în rândul aristocrației. Acest proces a dus la formarea unei Ligi a Nobililor în martie 1460. Ei au ridicat un număr mare de nobili, au preluat controlul asupra cheltuielilor și au câștigat acceptarea lui Alfonso de Castilia, fratele mijlociu al regelui și Prințul de Asturia.
Henric a reacționat prin invadarea Navarei în sprijinul lui Carol, Prințul de Viana, care era la acea vreme în război cu tatăl său, regele de Navarra și Aragon. Campania a fost un succes militar, dar regele castilian a făcut pace cu Liga Nobililor în august 1461 pentru a alunga puterea familiei Mendoza, care i-au permis lui Ioan al II-lea al Aragonului să intervină în Castilia. Cu toate acestea, Ioan al II-lea a fost în conflict cu Principatul Catalonia, iar la moartea fiului său Carol de Viana, majoritatea l-au ales pe el să fie regele Castiliei pe 11 august 1462. Intervenția lui Henric a fost încadrată ca o rivalitate între el și Ioan al II-lea de Aragon, iar Catalonia a devenit un punct instabil în Coroana Aragonului. Intervenția lui Henric nu a avut succes și economia castiliană era în pericol în fața Franței, care îl susținea pe Ioan al II-lea al Aragonului, cu Tratatul de la Bayonne. 